# Telingana nigroalata
Telingana nigroalata är en insektsart som beskrevs av Ananthasubramanian och Taracad Narayanan Ananthakrishnan 1975. Telingana nigroalata ingår i släktet Telingana och familjen hornstritar. Inga underarter finns listade i Catalogue of Life.